# Wenn Worte meine Sprache wären
Wenn Worte meine Sprache wären ist das Debütalbum des deutschen Musikers Tim Bendzko. Es erschien am 17. Juni 2011 über Sony Music Entertainment.

## Entstehungsgeschichte
Nachdem Tim Bendzko einen Talentwettbewerb der Söhne Mannheims gewonnen hatte, durfte er 2009 vor 20.000 Menschen auf der Berliner Waldbühne auftreten. Durch den Auftritt bekam er einen Plattenvertrag bei Sony Music und konnte sich ganz der Musik widmen. Er konzentrierte sich auf das Songmaterial zu seinem Debütalbum. Insbesondere die Texte zu seiner Musik stellen für ihn das Wichtigste dar. Der Songwritingprozess spiegelt sich auch im Albumtitel wider. Er beschreibt in einem Interview mit WDR 2, wie er zu dem Albumtitel kam:

„Na weil ich ja die ganze Zeit irgendwie nach Worten ringe. Also jetzt gerade. Aber auch beim Songschreiben, ich denk die ganze Zeit irgendwie über Text nach, hab nur die Zeilen im Kopf, die ich irgendwie versuche, hin und her zu basteln und mit Worten zu hantieren. Und es mir meistens nicht gelingt, die richtigen zu finden.“

Das Album wurde von Swen Meyer (unter anderem als Produzent für Kettcar und Tomte tätig) produziert. Bendzko selbst schrieb acht der insgesamt zwölf Lieder des Albums, drei weitere schrieb David Vogt und ein weiteres Aiko Rohd.

## Titelliste
| #  | Titel                                              | Autor(en)                                                                               | Produzent(en) | Länge |
| -- | -------------------------------------------------- | --------------------------------------------------------------------------------------- | ------------- | ----- |
| 1  | Auf den ersten Blick                               | Sipho Sililo, David Vogt, Philip Böllhoff, Hannes Büscher, Tim Bendzko, Peter J. Jordan | Swen Meyer    | 3:21  |
| 2  | Sag einfach Ja                                     | Swen Meyer, Sipho Sililo, David Vogt, Philip Böllhoff, Hannes Büscher, Tim Bendzko      | Swen Meyer    | 2:55  |
| 3  | Mehr davon                                         | Sipho Sililo, David Vogt, Philip Böllhoff, Hannes Büscher, Tim Bendzko, Peter J. Jordan | Swen Meyer    | 3:32  |
| 4  | Du warst noch nie hier                             | Tim Bendzko                                                                             | Swen Meyer    | 3:53  |
| 5  | Wenn Worte meine Sprache wären                     | Tim Bendzko                                                                             | Swen Meyer    | 3:29  |
| 6  | Das letzte Mal                                     | Tim Bendzko                                                                             | Swen Meyer    | 3:44  |
| 7  | Ich kann alles sehen                               | Sipho Sililo, David Vogt, Philip Böllhoff, Hannes Büscher, Tim Bendzko                  | Swen Meyer    | 2:52  |
| 8  | Nur noch kurz die Welt retten                      | Simon Triebel, Tim Bendzko, Mo Brandis                                                  | Swen Meyer    | 3:11  |
| 9  | Es kommt zurück                                    | Swen Meyer, Tim Bendzko                                                                 | Swen Meyer    | 3:37  |
| 10 | Ich laufe                                          | Tim Bendzko                                                                             | Swen Meyer    | 5:03  |
| 11 | Schall & Rauch                                     | Kraans de Lutin, Jovanka von Wilsdorf, Tim Bendzko                                      | Swen Meyer    | 3:06  |
| 12 | Ich hör nicht auf                                  | Aiko Rohd, Tim Bendzko                                                                  | Swen Meyer    | 4:02  |
| 13 | Keine Zeit                                         | Tim Bendzko                                                                             | Swen Meyer    | 3:16  |
|    | Bonus-Track                                        |                                                                                         |               |       |
| 14 | Das wissen wir beide (Amazon-Download Bonus-Track) |                                                                                         |               | 3:40  |
| 15 | Das Ende der Welt (iTunes Bonus-Track)             |                                                                                         |               | 3:23  |
|    | Deluxe Edition                                     |                                                                                         |               |       |
| 14 | Das wissen wir beide                               |                                                                                         |               | 3:40  |
| 15 | Das Ende der Welt                                  |                                                                                         |               | 3:23  |
| 16 | In Dein Herz                                       |                                                                                         |               | 3:27  |
| 17 | Weitergehen                                        |                                                                                         |               | 4:29  |
| 18 | Es wird nicht einfach sein                         |                                                                                         |               | 3:55  |
| 19 | Wenn Worte meine Sprache wären (Single Version)    | Tim Bendzko                                                                             | Swen Meyer    | 3:15  |
| 20 | Ich laufe (Single Version)                         | Tim Bendzko                                                                             | Swen Meyer    | 3:56  |
|    | DVD                                                |                                                                                         |               |       |
| 1  | Nur noch kurz die Welt retten (Live Video)         |                                                                                         |               |       |
| 2  | Ich laufe (Live Video)                             |                                                                                         |               |       |
| 3  | Keine Zeit (Live Video)                            |                                                                                         |               |       |
| 4  | Mehr davon (Live Video)                            |                                                                                         |               |       |
| 5  | Du warst noch nie hier Tour 2011 (Tourdoku)        |                                                                                         |               |       |
| 6  | Nur noch kurz die Welt retten (Musikvideo)         |                                                                                         |               |       |
| 7  | Wenn Worte meine Sprache wären (Musikvideo)        |                                                                                         |               |       |
| 8  | Wenn Worte meine Sprache wären (Making-of)         |                                                                                         |               |       |
| 9  | Ich laufe (Single Version Musikvideo)              |                                                                                         |               |       |
| 10 | Ich laufe (Piano Version Musikvideo)               |                                                                                         |               |       |
| 11 | Nur noch kurz die Welt retten (Live Video)         |                                                                                         |               |       |
| 12 | Wenn Worte meine Sprache wären (EPK)               |                                                                                         |               |       |
| 13 | Wenn Worte meine Sprache wären (Track by Track)    |                                                                                         |               |       |

## Songinfos
Die Idee zur Singleauskopplung Nur noch kurz die Welt retten kam Bendzko durch familiäres Erleben. Der Titel ist eine Phrase, die sein Stiefvater regelmäßig verwendete, wenn Bendzkos Mutter ihn um einen Gefallen gebeten hatte. Gemeint war, noch kurz am PC beschäftigt zu sein.

## Musikstil
Der Singer-Songwriter Tim Bendzko schrieb seine Lieder in einem jazzigen Pop-Stil. Sein Gesang ist im Soul anzusiedeln. Verglichen wird sein Musikstil mit Xavier Naidoo und Laith Al-Deen, aber auch Roger Cicero, Max Mutzke und Annett Louisan. Bendzko verzichtet auf eine überladene Produktion und versucht, Text und Musik in den Vordergrund zu stellen. Zwar benutzt er in dieser Stilrichtung gängige Streicherarrangements, doch setzt er diese eher zurückhaltend ein. Die Texte des Albums sind vorwiegend persönlicher Natur und beschreiben Selbsterlebtes und sind dabei gelegentlich humorvoll gehalten.

## Erfolg
Bereits vor Veröffentlichung von Wenn Worte meine Sprache wären erschien die Singleauskopplung Nur noch kurz die Welt retten, die sich auf Platz zwei der deutschen Singlecharts platzierte. Das Album platzierte sich auf Rang vier der deutschen Albumcharts. Am Ende des Jahres belegte Bendzko hiermit Rang drei der deutschen Newcomer-Jahrescharts. In Österreich und der Schweiz platzierten sich das Album in den Top 20 der jeweiligen Charts.
Mit dem Titelsong belegte Bendzko am 29. September 2011 den ersten Platz beim Bundesvision Song Contest. Das Lied wurde einen Tag später als zweite Single des Albums ausgekoppelt.

## Kritik
WDR2-Autor Andreas Zimmer bezeichnet Tim Bendzko als eine „der deutschen Songschreiberhoffnungen, die durch hohe Qualität musikalisch und textlich zu überzeugen wissen. Und durch seine Bodenständigkeit.“ Das Online-Portal Laut.de (Autor: Kai Butterweck) hob die textlichen Qualitäten des Debütalbums hervor und konstatierte, dass das Album „stimmig und homogen“ sei.

## Coverversionen
Die Band Halbstark coverte den Charthit "Wenn Worte Meine Sprache Wären" von Tim Bendzko in einer Rock&Roll Version.